# Manguaré (álbum)
Manguaré es un álbum de estudio de los cubanos de Grupo Manguaré junto con la chilena Marta Contreras, lanzado en 1972 en Chile por el sello discográfico DICAP, durante la visita de la recién formada agrupación a dicho país.
La contraportada del disco explica el inicio de la banda formada el año anterior, inspirada en una visita de la banda chilena Quilapayún a Cuba en 1971, así como su propósito de visita a Chile para aprender de la música tradicional chilena y latinoamericana.

## Lista de canciones
| Lado A |                            |                  |          |  |
| N.º    | Título                     | Música           | Duración |  |
| 1.     | «Son de la loma»           | Miguel Matamoros | 3:13     |  |
| 2.     | «Guantánamo U.S. Navy»     | Andrés Pedroso   | 3:54     |  |
| 3.     | «Oguere»                   | tradicional      | 3:41     |  |
| 4.     | «El guarapo y la melcocha» | D.R.             | 4:48     |  |
| 5.     | «Boga boga»                | Silvio Rodríguez | 4:13     |  |
| 19:49  |                            |                  |          |  |

| Lado B |                            |                 |          |  |
| N.º    | Título                     | Música          | Duración |  |
| 6.     | «Los rollos del tío Sam»   | Pancho Amat     | 5:12     |  |
| 7.     | «Mi grito de guerra»       | Andrés Pedroso  | 2:29     |  |
| 8.     | «Despertar»                | Eduardo Savorvt | 3:24     |  |
| 9.     | «Como la soñó Martín»      | D.R.            | 4:34     |  |
| 10.    | «El pitirre y el aura» (*) | Andrés Pedroso  | 5:50     |  |
| 21:29  |                            |                 |          |  |

(*) En la carátula del disco original el tema aparece como «El pitirra y el aura».